# 鄧泰山
鄧泰山（1958年7月2日—）是一名加拿大籍越南裔的當代古典鋼琴家，國立臺灣師範大學榮譽講座教授，1977年進入莫斯科音樂學院就讀，僅三年后即於1980年第10屆華沙蕭邦國際鋼琴比賽摘下桂冠，并成为第一位獲得首獎的亞洲鋼琴家，被視為傳奇。
著名美國猶太裔小提琴家艾萨克·斯特恩曾稱讚鄧泰山是「一位真正的音樂家」，他的音色優美至極，尤其令人屏息凝神聆聽的弱音，更是其一大特色。再加上豐富的層次感以及詩情畫意的樂句，被視為當代蕭邦音樂的最佳詮釋者之一；同時他對法國作曲家作品的詮釋以其極具詩意及動人的音色而備受讚譽。

## 生平

### 童年與啟蒙
鄧泰山出生在戰亂時代，但他充滿文藝氣息的家庭提供了他最寶貴的啟蒙教育，父親鄧廷興是越南先鋒派詩人，在鄧泰山出生前，鄧廷興被打為「反革命份子」，母親蔡氏蓮是越南的鋼琴教母，出生於堤岸（今胡志明市第五郡）一個有錢的華人家庭，四歲就跟著法國人學琴，但長大後卻反法，隻身前往河內發展。1946年，她前往巴黎音樂學院深造（今巴黎國立高等音樂舞蹈學院），1951年畢業於布拉格音樂院，是該校第一位越南籍校友。蔡氏蓮後來嫁給了小他六歲的第二任丈夫鄧廷興，1958年鄧泰山在河內出生，鄧廷興以中國五嶽「泰山」為他取名。
母親蔡氏蓮是鄧泰山的鋼琴啟蒙老師。他六歲起就跟隨任教於河內音樂學院（今越南國家音樂學院）的母親學琴，七歲時進入河內音樂學院學琴，當時越戰已經開打，為了躲避戰禍，鄧泰山跟著河內音樂學院全校幾百名師生與幾十件的樂器，全部遷至靠近中國邊境的深山的防空洞，在深山裡一架殘破的鋼琴上學習。
當時沿途的橋都被美軍炸斷，只能靠水牛拖運鋼琴或馱著過河。好不容易到了山裡，那幾台被折騰過的鋼琴不僅踏板爛了兩個洞，更成了老鼠窩。每天練琴前，第一件事就是拿棍子把老鼠從鋼琴裡趕出來，常常練到一半轟炸機就來了，因此從小他就有好耳力。由於防空洞只有一架破爛鋼琴，每天得排隊使用，當時每位學生每天只能分配到20分鐘的練習時間，大多時候，鄧泰山以最刻苦的方式，在紙板上畫鍵盤練琴。
1970年戰火持續蔓延，鄧泰山的母親代表北越受邀參觀波蘭華沙的蕭邦鋼琴大賽，回程她帶了很多蕭邦的樂譜和唱片。12歲的鄧泰山第一次聽到阿根廷女鋼琴家阿格麗希演奏蕭邦第一號鋼琴協奏曲，從此迷上了蕭邦。
這樣克難的山區生活他整整過了八年，對他來說戰爭曾經是生活中的一部分，他看著戰火長大，伴著戰火練琴，這段異於常人的閱歷對他日後詮釋蕭邦樂曲以及成為國際級鋼琴家有很大的幫助。

### 莫斯科求學
1974年，越戰尚未結束，16歲的鄧泰山遇到了生命中的貴人。當年蘇聯知名鋼琴家艾萨克·卡茲（Isaac Katz）前往北越訪問時，覺得這個越南少年彈奏的音樂雖然簡單，卻但極富音樂性，隨後卡茲不僅親自指導他半年，更推薦他遠赴蘇聯莫斯科音樂學院就讀。1977年鄧泰山帶著僅有的50元美金進入莫斯科音樂學院，第一次摸到真正的鋼琴，師事弗拉基米尔·納坦森（Vladimir Natanson）與德米特里·巴什基羅夫。

### 參賽與得獎
1980年，22歲的鄧泰山被學校推舉出去參加蕭邦鋼琴大賽，鄧泰山與奪冠呼聲最高的伊沃·波哥雷里奇是莫斯科音樂學院的同班同學，後來波哥雷利奇未能進入決賽，戴著厚厚的眼鏡、窮到差點連上台禮服都沒有的鄧泰山，一路過關斬將成為第十屆蕭邦鋼琴大賽冠軍，這是該賽創辦53年來第一次由亞洲人獲得這個獎項，同時他還摘下了协奏曲、波蘭舞曲和象徵蕭邦靈魂的玛祖卡獎。賽後，他選擇回到莫斯科繼續跟隨巴許基洛夫學琴七年，直到1987年後才正式展開他的職業演奏生涯。
1988年，鄧泰山30歲，但一開始的職業演奏之路並不順遂。當時美蘇冷戰尚未結束，他只能在東歐國家演出，而他的北越的背景，更讓美國長期拒發他的簽證，直到1995年他入籍加拿大之後，才能在美國登台，一圓他想在紐約彈奏史坦威鋼琴的心願。全世界第一個擁抱他的國家是日本，甚至連他媽媽都被粉絲索取簽名，他曾在日本住過四年，也在日本灌錄了蕭邦鋼琴全集，2003年日本Yamaha更幫他出了一本自傳書。
1995年入籍加拿大，同時擁有越南及加拿大國籍。
2016年，鄧泰山拿下在加拿大魁北克省相當於葛萊美獎之稱的Prix Opus 音樂獎的年度最佳音樂會演出大獎，並藝術音樂基金會（Fondation Arte Musica）於蒙特婁美術館布爾吉音樂廳（Bourgie Hall）為其舉辦個人獨奏會。
2018年九月，他獲波蘭文化部頒發波蘭文化榮譽獎章，這是波蘭文化部對其文化和民族遺產有傑出貢獻者的最高榮譽。

### 鋼琴教學
他曾在位於東京的國立音樂大學擔任客座教授，並且在加拿大蒙特婁大學任教長達20年。2010年四月，他獲頒波蘭比得哥熙音樂學院榮譽博士學位。2018年，鄧泰山加入美國欧柏林音乐学院擔任鋼琴教授，同年 11 月受邀擔任中國樂派高精尖創新中心和中国音乐学院特聘教授，2019年六月，他受邀擔任北京中央音乐学院榮譽教授，同年並受邀擔任國立臺灣師範大學榮譽講座教授。2020年秋天，加入新英格兰音乐学院的鋼琴教授行列。
鄧泰山經常受邀教授大師班課程，例如1999年10月，他與穆雷·佩拉希亚及弗拉基米尔·阿什肯纳齐在柏林的大師課程共同指導學生，2017年，他訪問台灣演出時，也受邀在國立臺灣師範大學開設大師課程指導師大音樂系的年輕鋼琴家。

### 評審
他同時也受邀在許多國際知名的比賽中擔任評審，例如蕭邦國際鋼琴大賽（波蘭華沙，2005年第15屆、2010年第16屆、2015年第17屆、 2021年第18屆）、克利夫蘭國際鋼琴比賽（美國）、克拉拉·哈斯基爾國際鋼琴比賽（瑞士）、亞瑟·魯賓斯坦國際鋼琴大賽（以色列特拉维夫）、滨松国际钢琴比赛、仙臺國際音樂大賽（日本）、蒙地卡羅鋼琴大師比賽（Monte-Carlo Music Masters competition）、李希特國際鋼琴大賽（Sviatoslav Richter International Piano Competition）（莫斯科） 、布拉格之春國際鋼琴大賽（捷克布拉格）、蒙特婁國際鋼琴大賽（加拿大蒙特利尔）、布索尼國際鋼琴比賽 （意大利博尔扎诺）等。

## 演出
自獲蕭邦鋼琴大賽首獎後，鄧泰山已先後受邀至超過四十個國家演出，在知名的紐約林肯中心、倫敦巴比肯藝術中心、巴黎普萊耶音樂廳、慕尼黑海庫勒斯廳、維也納金色大厅、阿姆斯特丹音樂廳、悉尼歌剧院、東京三得利音樂廳等地演出。
鄧泰山亦以獨奏家身分受邀與許多世界級樂團合作，如聖彼得堡愛樂交響樂團、蒙特利尔交响乐团、BBC愛樂管絃樂團、伯明翰市立交響樂團、巴黎管弦乐团、捷克爱乐乐团、德累斯顿国家管弦乐团、柏林國家歌劇院管弦樂團、巴登巴登交響樂團、奧斯陸愛樂樂團、華沙國家愛樂樂團、布拉格交響樂團、NHK交響樂團、新日本愛樂交響樂團、赫尔辛基爱乐乐团、悉尼交响乐团、匈牙利國家交響樂團、莫斯科爱乐乐团、俄羅斯國家管弦樂團；並與莫斯科名家室內樂團、瓦索維亞交響樂團、維也納室內管弦樂團、蘇黎士室內管弦樂團、皇家瑞典室內管弦樂團及巴黎室內管弦樂團等合作演出。
室內樂演出部分，曾與柏林愛樂八重奏團、史麥塔納弦樂四重奏、法國號演奏家巴里·塔克威尔、大提琴家堤剛、小提琴家平夏斯·祖克曼、鲍里斯·貝爾京、约瑟夫·蘇克、大提琴家亚历山大·魯丁合作，並與安德烈·加伏里洛夫合作演出雙鋼琴。
鄧泰山亦與内维尔·馬里納、弗拉基米尔·阿什肯纳齐、平夏斯·祖克曼、马里斯·楊頌斯、帕沃·耶尔维、费舍尔·伊万、弗兰斯·布魯根、弗拉基米尔·史畢瓦科夫、德米特里·基坦科、萨卡里·奥拉莫及安德里斯·尼爾森斯等指揮合作演出。
1985年除夕夜，鄧泰山與馬友友、小泽征尔、凱薩琳·巴特爾、姆斯季斯拉夫·羅斯托波維奇共同合作，在日本NHK電視台所舉辦的新年音樂會中演出。1999年蕭邦逝世150周年音樂會，他是唯一受邀參加的外國人，擔任鋼琴獨奏與華沙大劇院交響樂團一同演出。2002至2003年他在日本舉行14場音樂會，此外也到中國及俄羅斯演出，並在莫斯科的音樂廳舉行鋼琴獨奏會。
2012年至2013，鄧泰山展開全球巡迴演出，演奏了貝多芬完整的五大鋼琴協奏曲，被稱為貝多芬馬拉松計畫。這次的巡演被視為他自1980年摘下蕭邦鋼琴大賽桂冠後最重要的一次演出。鄧泰山曾在2005年、2008年、2010年、2012年、2016年、2017年、2018年多次前往台灣舉辦鋼琴獨奏會。
鄧泰山錄製過許多傑出的錄音作品，可以在德意志留聲機唱片（DG）、旋律唱片公司，波蘭 Polskie Nagrania Muza 唱片、CBS Records、索尼音樂娛樂、Victor JVC 及加拿大 Analekta 等唱片公司找到他的作品。

## 獲獎與榮譽
- 第十屆蕭邦國際鋼琴大賽，首獎（1980年）
  - 同時獲得協奏曲、波蘭舞曲和瑪祖卡獎等最佳演奏獎項
- Prix Opus 音樂獎，年度最佳音樂會演出（2016年）
- 波蘭文化榮譽獎章（2018年）

## 學生
除了在各大鋼琴比賽擔任評審外，鄧泰山指導的學生也在蕭邦國際鋼琴大賽拿下不錯的成績。
- 劉珒：2015年第17屆第三名、玛祖卡最佳演奏獎
- 陸逸軒：2015年第17屆第四名
- 楊藝可（英语：Tony Yike Yang）：2015年第17屆第五名
- 刘晓禹：2021年第18屆第一名
- 白立君：2021年第18屆第六名